# Couffo
Couffo (franciául: Département du Couffo) Benin tizenkét megyéjének egyike, székhelye Dogbo-Tota. 1999-ben lett külön megye, addig a terület Mono megyéhez tartozott.

## Földrajz
Az ország délnyugati részén található. Keletről Togo határolja.
6 település van a megyében:
Megyeszékhely: Dogbo-Tota
Djakotomey, Klouékanmè, Lalo, Toviklin és Aplahoué.

## Népesség
88,4% az adja nemzetiséghez tartozik.

## Vallások
A vudu vallásúak aránya 63,1%-ra tehető. 24,8%-uk kereszténynek vallja magát.